# Irish Singles Chart
L'Irish Singles Chart est le classement hebdomadaire des singles en Irlande publié par l'Irish Recorded Music Association et réalisé au nom de l'IRMA par Chart-Track. Le classement est fondé sur les ventes, qui sont établies sur les chiffres des ventes légales, données récupérées chaque jour électroniquement depuis les caisses enregistreuses des revendeurs. Actuellement, tous les magasins de ventes des majors et plus de quarante revendeurs indépendants transmettent les valeurs pour le classement, ce qui représente plus de 80 % du marché, selon Chart-Track. Le classement est mis  à jour et publié  par la Irish Recorded Music Association chaque vendredi à midi. Les premiers classements furent publiés le 1er octobre 1962, et diffusait le classement du top 10 des singles livrés la semaine précédente par les maisons de disques.

## Histoire
Avant l’année 1992, le classement irlandais des singles était fondé sur les livraisons des labels aux revendeurs, et non sur les ventes réelles, et fut pour la première fois diffusé par la radio RTÉ le 1er octobre 1962. Avant cette date, les classements étaient publiés dans le journal Evening Herald, mais leur caractère officiel est sujet à débat.
En 1992, le classement des singles change son système et se fonde désormais sur les ventes, après que l'IFPI et l'Irish Recorded Music Association (IRMA) signèrent un accord avec Gallup, une société d’étude de marché. Gallup installa alors les systèmes Epson PX-4 dans soixante revendeurs de musique afin de récupérer les données sur les ventes de singles. En 1996, Gallup est renommé Chart-Track à la suite de son rachat sous la forme d'un management buy-out. Toujours en 1996, les systèmes EPOS sont installés dans de nombreux revendeurs de musique. Le système EPOS permet une récupération de données de ventes plus précise. Chart-Track récupère des données journalières depuis les magasins de musique tels que HMV et Tower Records, ainsi qu'auprès de plus de quarante revendeurs indépendants. Au total, les valeurs depuis plus de 380 magasins sont transmises chaque semaine. Le classement est fait sur l'ensemble de la semaine et publié chaque vendredi à midi par l'IRMA, mais des classements intermédiaires sont réalisés chaque jour et publiés uniquement aux membres de l'IRMA.

## Données historiques des classements
Toutes les informations datent de la période 1962-2009 et n'incluent pas les classements publiés dans le journal Evening Herald

### Singles restés le plus longtemps numéro 1
- 18 semaines :
  - Riverdance (Bill Whelan)
- 13 semaines :
  - Put 'Em Under Pressure (équipe de la république d'Irlande de football)
- 11 semaines :
  - Nothing Compares 2 U (Sinéad O'Connor)
  - Bohemian Rhapsody (Queen)
  - (Everything I Do) I Do It for You (Bryan Adams)
- 10 semaines :
  - Mull of Kintyre (Wings)
  - Maniac 2000 (Mark McCabe)
- 9 semaines :
  - From a Jack to a King (Ned Miller)
  - All Kinds of Everything (Dana)
  - You're the One That I Want (John Travolta et Olivia Newton-John)
  - Do the Bartman (Les Simpson)
  - Think Twice (Céline Dion)
  - Where Is the Love? (Black Eyed Peas)
  - Hips Don't Lie (Shakira featuring Wyclef Jean)
  - I Useta Lover (The Saw Doctors)

### Artistes avec le plus grand nombre de numéros 1
- 21 : U2
- 13 : The Beatles, Westlife
- 12 : ABBA
- 9 : Cliff Richard, Michael Jackson, Madonna
- 8 : Eminem, Boyzone, Dickie Rock & The Miami Showband, Elvis Presley, Britney Spears
- 7: Dustin, Kylie Minogue